# Liste over jordskælv i Aserbajdsjan
Dette er en liste over jordskælv i Aserbajdsjan med en magnitud på mindst 4,0 på Richterskalaen.
| Dato               | Navn                             | Epicentrum | Magnitud | Mercalliskalaen | Koordinater                                 | Døde             | Nedrevet bygninger | Kilder      |
| ------------------ | -------------------------------- | ---------- | -------- | --------------- | ------------------------------------------- | ---------------- | ------------------ | ----------- |
| 427                |                                  |            | 6,7      | 10              | 40°30′00″N 46°30′00″Ø / 40.500°N 46.500°Ø   |                  |                    | [ 1 ]       |
| 906                | Jordskælvet i Qıvraq 906         | Qıvraq     | 6,2      |                 | 39°47′00″N 44°53′00″Ø / 39.7833°N 44.8833°Ø |                  |                    | [ 2 ]       |
| 30. september 1139 | Jordskælvet i Gəncə 1139 (en)    | Gəncə      | 6,3      | 11              | 40°24′00″N 46°14′00″Ø / 40.4°N 46.2333°Ø    | ~230.000-300.000 | >1.000             | [ 3 ] [ 1 ] |
| 25. november 1667  | Jordskælvet i Şamaxı 1667 (en)   | Şamaxı     | 6,9      | 10              | 40°36′00″N 48°36′00″Ø / 40.600°N 48.600°Ø   | ~80.000          | >1.000             | [ 1 ]       |
| 4. januar 1669     | Jordskælvet i Şamaxı 1669        | Şamaxı     | 5,7      | 9               | 40°36′00″N 48°36′00″Ø / 40.600°N 48.600°Ø   | ~7.000           |                    | [ 1 ]       |
| 1. januar 1671     | Jordskælvet i Şamaxı 1671        | Şamaxı     |          | 9               | 40°36′00″N 48°36′00″Ø / 40.600°N 48.600°Ø   |                  |                    | [ 1 ]       |
| 9. august 1828     | Jordskælvet i Şamaxı 1828        | Şamaxı     | 5,7      | 8               | 40°42′00″N 48°24′00″Ø / 40.700°N 48.400°Ø   |                  |                    | [ 1 ]       |
| 2. januar 1842     | Jordskælvet i Abşeron 1842       | Abşeron    | 4,3      | 8               | 40°30′00″N 50°00′00″Ø / 40.500°N 50.000°Ø   |                  |                    | [ 1 ]       |
| 11. juni 1859      | Jordskælvet i Şamaxı 1859 (en)   | Şamaxı     | 5,9      | 9               | 40°42′00″N 48°30′00″Ø / 40.700°N 48.500°Ø   | ~100             |                    | [ 1 ]       |
| 28. januar 1872    | Jordskælvet i Şamaxı 1872        | Şamaxı     | 5,7      | 10              | 40°36′00″N 48°42′00″Ø / 40.600°N 48.700°Ø   |                  |                    | [ 1 ]       |
| 13. februar 1902   | Jordskælvet i Şamaxı 1902 (en)   | Şamaxı     | 6,9      | 9               | 40°42′00″N 48°36′00″Ø / 40.700°N 48.600°Ø   | 86               | 3.496              | [ 1 ]       |
| 27. april 1931     | Jordskælvet i Zəngəzur 1931 (en) | Zəngəzur   | 6,5      |                 | 39°17′N 45°57′Ø / 39.29°N 45.95°Ø           | 390-2.890        |                    | [ 4 ]       |
| 2. september 1953  | Jordskælvet i Oğuz 1953          | Oğuz       | 4,9      |                 | 41°04′N 47°27′Ø / 41.07°N 47.45°Ø           |                  |                    | [ 6 ]       |
| 4. juni 1999       | Jordskælvet i Ağdaş 1999         | Ağdaş      | 5,4      | 5               | 40°48′07″N 47°26′53″Ø / 40.802°N 47.448°Ø   | 1                |                    | [ 1 ]       |
| 25. november 2000  | Jordskælvet i Baku 2000 (en)     | Baku       | 6,8      |                 | 40°14′42″N 49°56′46″Ø / 40.245°N 49.946°Ø   | 31               |                    | [ 1 ]       |
| 7. maj 2012        | Jordskælvet i Zaqatala 2012      | Zaqatala   | 5,7      |                 | 41°32′56″N 46°47′20″Ø / 41.549°N 46.789°Ø   | 0                | 3.100              | [ 1 ]       |
| 4. september 2015  | Jordskælvet i Şəki 2015          | Şəki       | 5,9      | 7               | 41°08′24″N 47°12′00″Ø / 41.140°N 47.200°Ø   | 0                |                    | [ 8 ]       |
| 5. februar 2019    | Jordskælvet i İsmayıllı 2019     | İsmayıllı  | 6        |                 | 40°14′42″N 49°56′46″Ø / 40.245°N 49.946°Ø   |                  | 42                 | [ 9 ]       |